# Moscow Airlines
Moscow Airlines – rosyjskie linie lotnicze z siedzibą w Moskwie. Obsługiwały połączenia pasażerskie krajowe i międzynarodowe oraz cargo, głównym węzłem był Port lotniczy Moskwa-Wnukowo. 
W latach 1993–2010 linie operowały pod nazwą Atlant-Soyuz Airlines.

## Flota
W momencie likwidacji we flocie linii Moscow Airlines znajdowały się 2 samoloty Boeing 737-300, 6 maszyn Boeing 737-800, 5 szerokokadłubowych Ił-86 oraz 2 Tu-154. 
W poprzednich latach linie użytkowały także samoloty Embraer 120 "Brasilia", Ił-96 i Ił-76. 